# Rei Sakuma
Reiko Sakuma (さくまれいこ Sakuma Reiko?, Tokio, Japón, 5 de enero de 1965) conocida como Rei Sakuma (佐久間例 Sakuma Rei?), es una actriz de voz japonesa, afiliada a 81 Produce.

## Filmografía
- Akabon en Bomberman B-Daman Bakugaiden y Bomberman B-Daman Bakugaiden Victory.
- Kazumi Amano en Gunbuster.
- Batako en Soreike! Anpanman.
- Las cartas de la luz y de la oscuridad en Cardcaptor Sakura.
- Shampoo en Ranma ½.
- Misa en Mermaid Forest.
- Fianna en Lodoss to Senki.
- Little My en Tanoshii Moomin Ikka (Moomin (1990 TV series)).
- Arshes Nei en Bastard!!
- Peorth en the Oh My Goddess! movie.
- Mizuha Miyama en Magic User's Club.
- Morrigan Aensland en Night Warriors: Darkstalkers' Revenge.
- Neeya en  Mugen no Ryvius.
- Zia en The Mysterious Cities of Gold (redoblaje japonés de 1998).
- Funaho en Tenchi Muyo.
- Sizer en Hamerun no Baiorin Hiki (The Violinist of Hameln) (película).
- Mafura-Chan en Tottoko Hamutaro (Hamtaro).
- Angel Dog/Devil Dog en Gregory Horror Show.
- Jiji en Majo no Takkyūbin.
- Aika Sumeragi en Agent Aika.
- Mariemaia Kushrenada en Gundam Wing: Endless Waltz.
- Rumiko Daidoji en Miracle Girls.
- Konoha Edajima en Please Teacher!
- Leona Ozaki en Dominion Tank Police.
- Nina Purpleton en Mobile Suit Gundam 0083: Stardust Memory.
- April en Sol Bianca.
- Momo Karuizawa en Project Justice.
- Ayaka Rindo en Seraphim Call.
- Holy Joestar en JoJo's Bizarre Adventure (OVA)
- My Melody en Onegai My Melody.
- Kei Yuki en Captain Harlock.
- Blair en Earthian.
- Kenny en Onegai My Melody.
- Kris Mu en Teenage Mutant Ninja Turtles: Legend of the Supermutants.
- Rebecca en Galaxy Angel (AA).
- Mizuho Amamiya en Memories Off 5 The Unfinished Film.
- Sakura en Ginga Densetsu Weed.
- Princesa Shalala en Time Quest, La Máquina del Tiempo.

## Música
- En la serie de OVAs de Top wo nerae! Gunbuster cantó a duo con Norio Wakamoto la canción "Otoko to Onna no Love Game" (男と女のラブゲーム), la cual se escucha en el tercer episodio.[2]